# Flerohopp
Flerohopp is een plaats in de gemeente Nybro in het landschap Småland en de provincie Kalmar län in Zweden. De plaats heeft 209 inwoners (2005) en een oppervlakte van 52 hectare.
Flerohopp werd gesticht in 1725 als ijzersmelterij. De ongebruikelijke plaatsnaam is een samentrekking van de drie stichters: G.W. Fleetwood, G.F. Rothlieb en Caspar Dietrich Hoppenstedt. De grondstoffen voor deze industrie kwam uit de omliggende veenachtige moerassen. De fabriek was tot 1880 in bedrijf.
In dezelfde gebouwen was tussen 1892 en 1960 een glasfabriek gevestigd. Na de sluiting veranderde het dorp ingrijpend van karakter: de fabriek werd in 1979 gesloopt en in de jaren 70 werden veel nieuwe vrijstaande woningen gebouwd. Het compacte fabrieksdorp werd daardoor een villadorp op korte afstand van de centrale stad Nybro in deze gemeente.
In Flerohopp is een school, kinderopvang en buitenschoolse opvang te vinden, evenals een voetbalvereniging.